# Natuurpark Monte Aloia

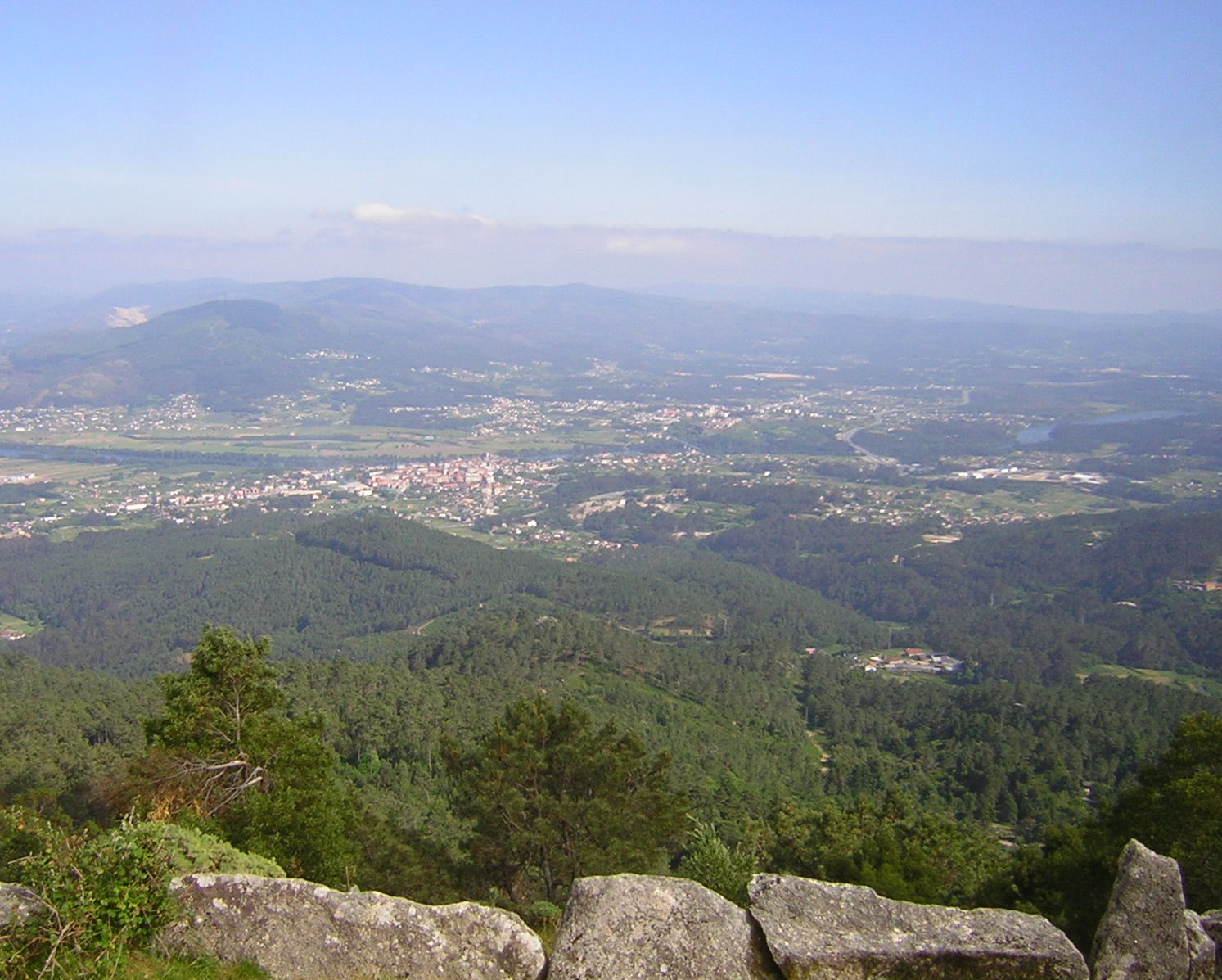

Het Natuurpark Monte Aloia (Galicisch: Parque natural de Monte Aloia/Spaans: Parque natural del Monte Aloya) is een natuurpark in Galicië in Spanje. Het natuurpark werd opgericht in 1978 en is 746 hectare groot. Het natuurpark omvat de beboste berg Monte Aloia.